# Synchiropus stellatus
Synchiropus stellatus és una espècie de peix de la família dels cal·lionímids i de l'ordre dels perciformes.

## Morfologia
- Els mascles poden assolir 7,5 cm de longitud total.[2][3]

## Hàbitat
És un peix marí, de clima tropical (24 °C-26 °C) i associat als esculls de corall que viu fins als 40 m de fondària.

## Distribució geogràfica
Es troba des de l'Àfrica oriental fins a Sumatra (Indonèsia).

## Observacions
És inofensiu per als humans.